# オキセピン
オキセピン (oxepin) とは、酸素を含む複素環式化合物のひとつで、7員環の中に酸素原子を1個と二重結合を3個含む。この化合物はベンゼンオキシドと平衡混合物を作る。オキセピン-ベンゼンオキシドの平衡系は流動的であり、官能基の存在によっていずれの側にも偏らせることができる

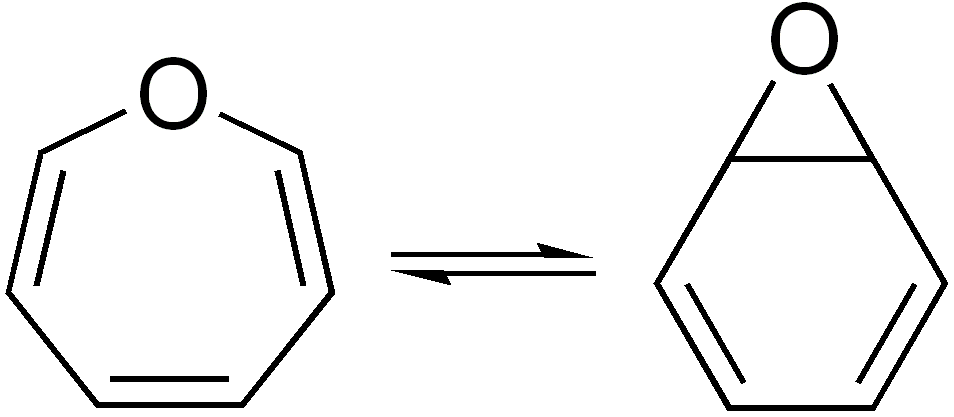
オキセピン-ベンゼンオキシドの平衡